# Жигаловский, Всеволод Иннокентьевич
Жигаловский Всеволод Иннокентьевич  (8 августа 1888, Уланов, Подольская губерния — 17 октября 1941, Бутырки, Курская область) — российский и советский горный инженер. Первый директор Криворожского вечернего рабочего техникума (1922—1924). Отец учёного-электрохимика Бориса Жигаловского.

## Биография
Родился 8 августа 1888 года в селе Гатка Улановской волости Литинского уезда Подольской губернии (ныне в составе села Уланов) в семье преподавателя Улановского народного училища Иннокентия Александровича Жигаловского.
В 1906 году окончил Екатеринославское реальное училище. В 1906 году поступил в Екатеринославское высшее горное училище, в 1913 году окончил уже Екатеринославский горный институт и получил квалификацию горного инженера. Учёный совет Екатеринославского горного института во главе с профессором геологии Николаем Лебедевым признал дипломный проект «достойным почётного отклика», под которым стояли подписи Николая Иосифовича Лебедева и Ярослава Ивановича Грдины.
В 1910—1912 годах, во время учёбы в институте, работал десятником на рудниках Криворожского рудного района. В 1913—1914 годах работал инженером на Донбассе. В 1915—1926 годах работал на руководящих должностях в Кривом Роге: с 1915 года — заведующий рудником (вероятно Шмаковского), в 1920—1924 годах возглавлял горный отдел Южно-рудного треста, с 15 октября 1924 года по 21 февраля 1926 года работал помощником управляющего группой по технической части в рудоуправлении имени Октябрьской Революции.
В 1919—1921 годах — преподаватель математики в Криворожском коммерческом училище. В 1922—1925 годах — директор Криворожского вечернего рабочего техникума (КВРТ).
Имел особый статус и чрезвычайные полномочия горного инженера. В марте 1920 года от особой комиссии по организации управления Криворожскими и Никопольскими рудниками при Екатеринославском губернском совете народного хозяйства получил мандат № 116, с чрезвычайными полномочиями, как члена Президиума временных управлений рудниками Криворожского района. 13 июня 1921 года получил особый статус по мандату № 4771 от управления рудников Криворожского железорудного района (Райруда) в котором был запрет на арест и обыск без письменного или телеграфного согласия Райруды.
В феврале 1926 года переведён в Харьков. 29 июля 1928 года арестован экономическим управлением ГПУ УССР как член контр-революционной вредительской организации (ст. 547 УК УССР), осуждён на 3 года лишения свободы условно. До 1930 года работал заведующим горным отделом Южно-рудного треста. В 1930—1931 годах — помощник технического директора треста «Сталь», в 1931—1934 годах — главный инженер треста «Руда». С 1935 года — главный инженер «Южгипроруда», 15 октября 1936 года назначен заместителем управляющего, до 1941 года одновременно исполнял обязанности заместителя управляющего и главного инженера «Южгипроруды», заведующий горноэксплуатационным подотделом.
В 1934—1936 и 1940—1941 годах в должности доцента преподавал курс «Вскрытие и системы разработок рудных залежей» в Украинской промышленной академии имени Сталина (Харьков).
27 сентября 1941 года повторно арестован. 17 октября 1941 года сгорел при немецкой бомбардировке в селе Бутырки Уразовского района Курской области при этапировании вглубь страны. Реабилитирован 24 октября 1956 года.

## Награды
- Герой Труда (1922) — за восстановление криворожских рудников[1][5].
- Почётное звание ударник труда с грамотой (1935)[1].